# 熙笃修道院的法国罗曼手稿

## 修道院的写字间

### 书在修道院生活中的地位
圣经在中世社会的宗教精神中占据着至关重要的地位、所以基督教是图书宗教之一的。在圣经书写完成的时代、最通用的书写材料是蒲草纸。况且值得注意的是、圣经一词源自 βύβλος 或 βιβλίων、古希腊文中意为「纸草书」。因为书与神圣经文在中世基督教世界合而为一、所以熙笃修道院的僧侣们自己制作并抄写手抄本、手稿内容多是对圣经中部分段落的摘抄和神父们对经文的注解。不仅圣经作为中实体书有可供人类使用的价值、而且是最重要的基督教符号、因为基督里的救恩做见证。拉丁语成为礼仪语言、用于弥撒、洗礼、婚礼、葬礼等宗教仪式和修道院的日常祈祷。在教士团体的有意推崇和信徒的宗教热情的影响之下、拉丁语被奉为「神圣语言」。多亏了写作过程、礼拜仪式习惯就逐步的建立了。写作已将这个礼拜仪式习惯楔楔入了历史，使飘逝的成为永恒的。

### 三种熙笃视觉艺术的风格
熙笃修道院的泥金装饰手抄本被视为欧洲上盛名。这种类型的小插图以不同的程度和不同的风格装饰、并显示出多种颜色组合。优伦塔·扎卢斯卡(Yolanta Załuska)的科研工作在一九八零年代提出了这种类型的装饰物的鉴定和归类的原理和方法。已经发表过的她的博士论文再出版成书 、也许是这一领域最重要的参考来源。她的分类法，「斯蒂芬·哈丁(Stephen Harding)的圣经第一卷的风格」、「第一种风格」、「第二种」、「单色风格」四类。其实第一类被视为并非一直特定流派而是泛指第一种泥金装饰手抄本的风格。因此有时只有三类而不是四类。

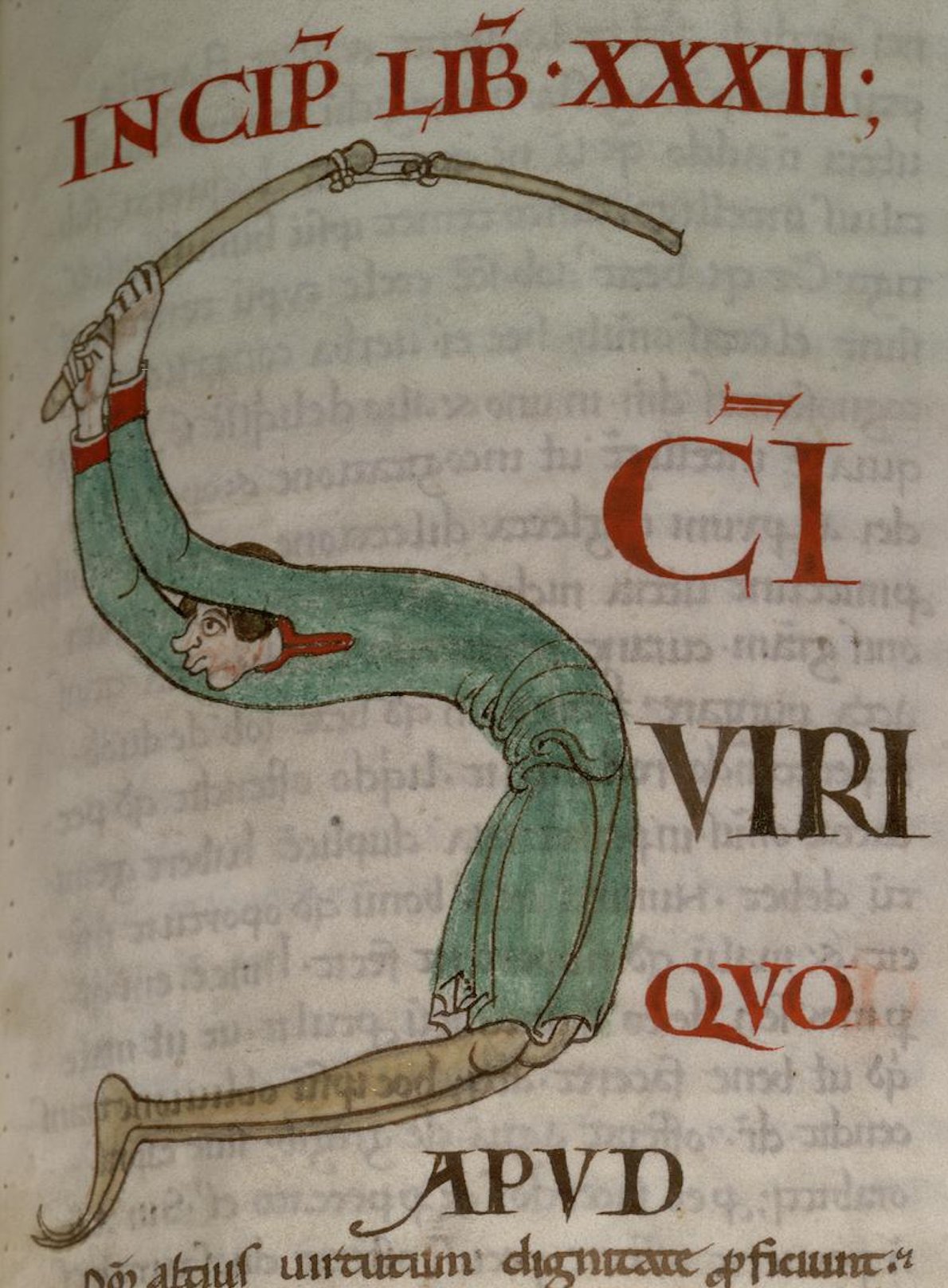
第一种熙笃风格的首字放大《S》、第戎市图书馆、编号MS. 173 f.148
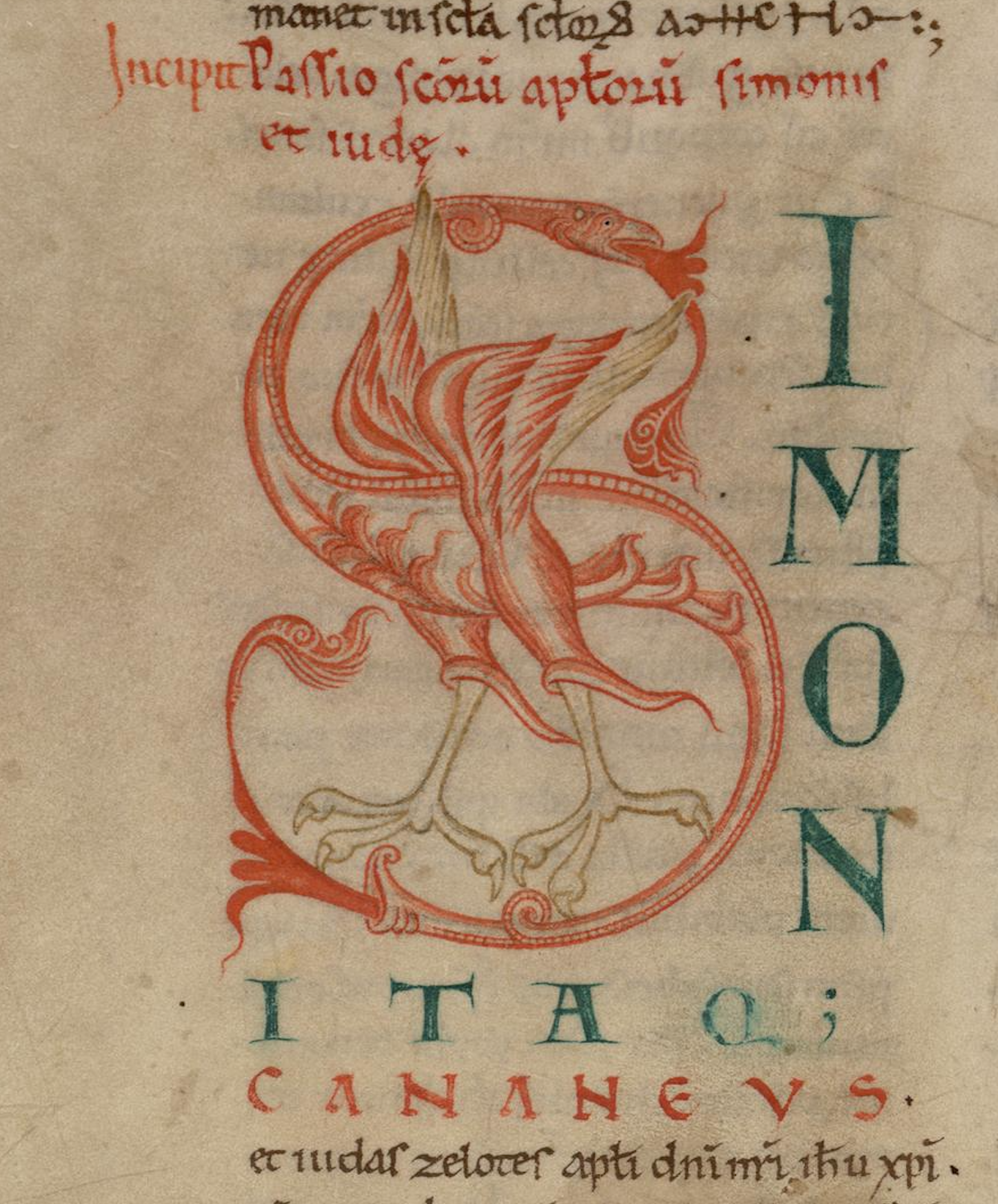
第二种熙笃风格的首字放大《S》、第戎市图书馆、编号MS. 641 f.94
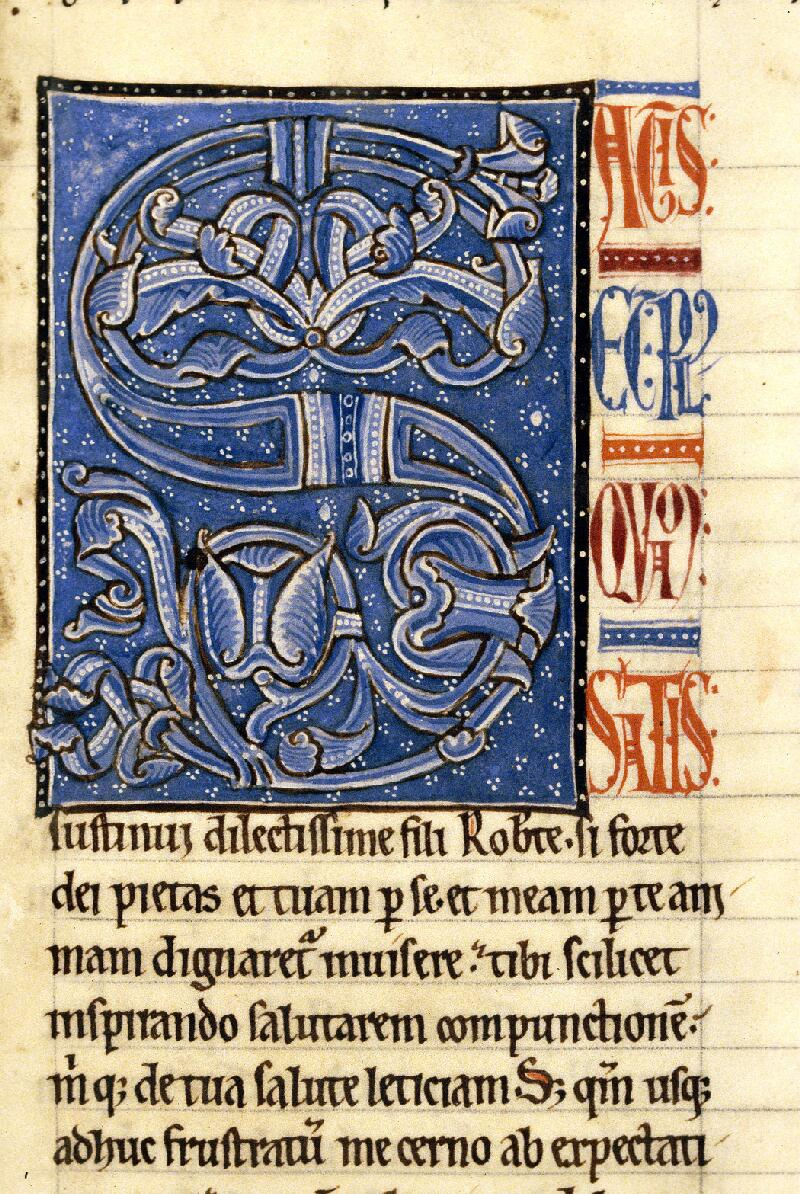
第三种熙笃风格的首字放大《S》、第戎市图书馆、编号MS. 189 f.8

#### 第一种熙笃风格
第一种熙笃风格，亦作英国风格或自然主义风格、是指在十一世纪至十二世纪在勃艮第大区流行的、是在发展起来的一种艺术风格。 而且与严格的教义相反、这种风格上倾向于装饰性有表现力、是时而严肃、时而风趣幽默的。 这一时期写下的手稿以其自然主义、动态的特质而闻名、纤细画中描绘了在出家人的日常生活中场面的。 这种风格斯蒂芬·哈丁(Stephen Harding)的影响而有叫做英式风格、确实是在几个层面上受到英国艺术文化影响的。 艺术史学家提到了关几点、例如一把竖琴拿着的大卫王小插图(第戎市图书馆、编号MS. 14、f. 13 V)。 这个例子表明、纹样来自不列颠群岛。 同一页上有一颗上面在字母C、 D、 E、 F、 G等等的机械式管风琴。 有学者指出、这一系列字母仅在英国使用、同时期使用的方法在法国是意大利的(Ut、Re、Mi等等)。 艺术史学家经常举另一个例子、就能说明这种论证，三十五章的《约伯的道德》的首字放大《Q》(第戎市图书馆、编号MS. 173、f. 174) 。 这一页上有描绘来自英国的鸟溪回纹。 果然一些十一世纪的英国日历中是呈现出纹样的构成形式相同的(伦敦、大英图书馆、编号Cotton MS. Tiberius B. V/1、f. 7v。伦敦、大英图书馆、编号Cotton Ms. Iulius A. VI、f. 7v)。 因为第一种风格的熙笃泥金装饰手抄本确实源于英国传统、所以一些研究者假设艺术家是斯蒂芬·哈丁(Stephen Harding)自己、鉴于他在谢尔本修道院(英语: Sherborne Abbey)的权威地位、不列颠群岛旅行。 虽然他是艺术家的可能大但信息有待进一步核实。

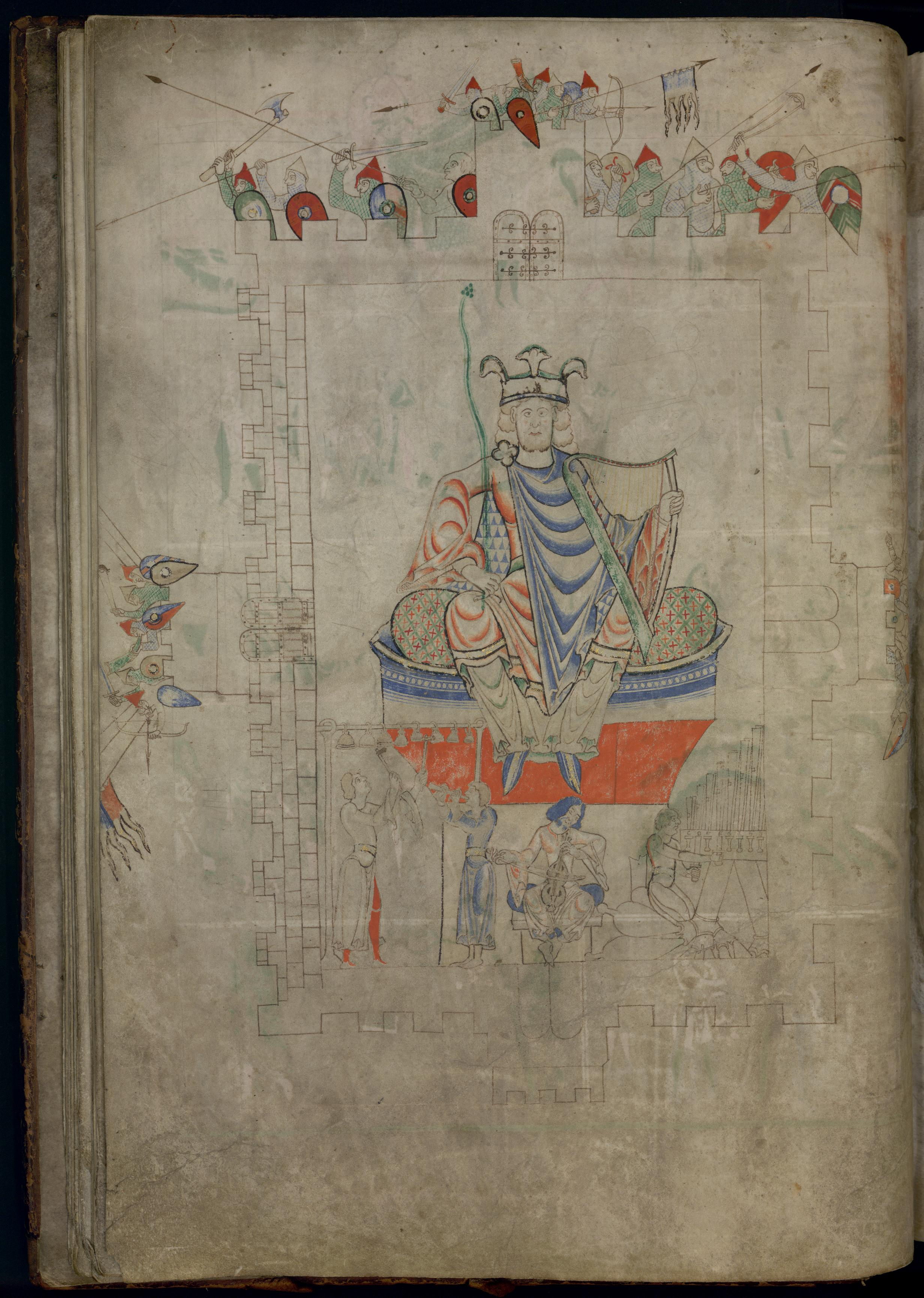
作为一名音乐家的大卫王(纤细画), 《斯蒂芬·哈丁(Stephen Harding)的圣经》(1109年-1112年)、第戎市图书馆、编号MS. 14、f. 13 V。
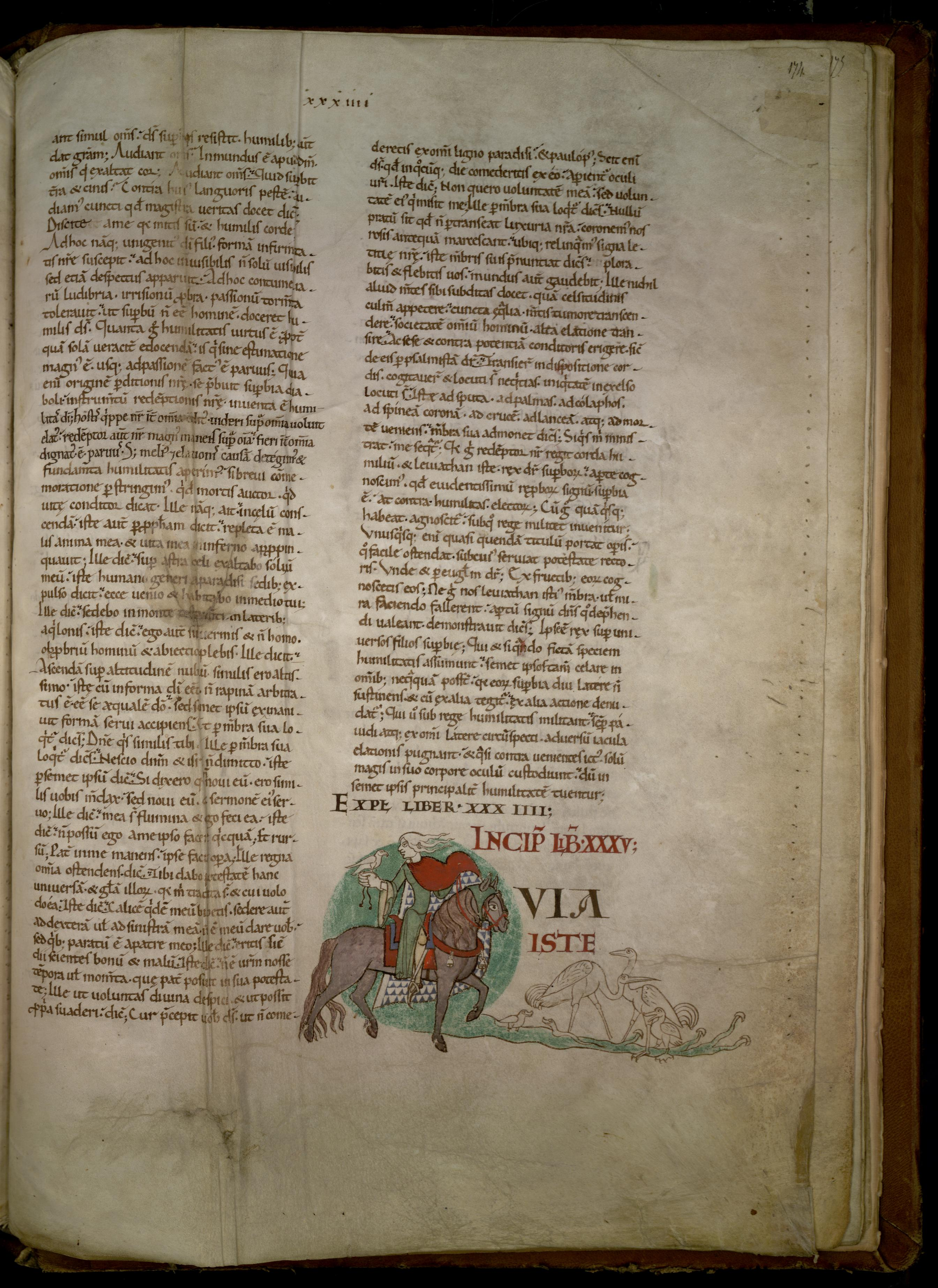
三十五章的《约伯的道德》(十二世纪)、首字放大《Q》、第戎市图书馆、编号MS. 173、f. 174。
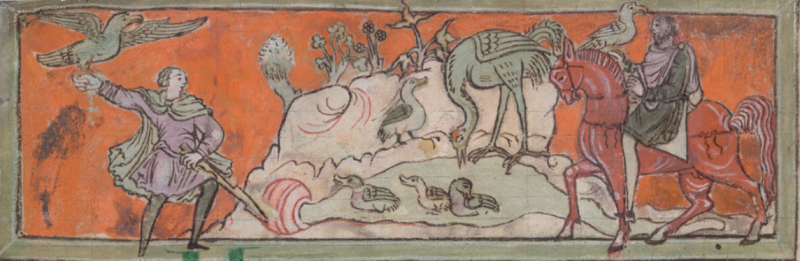
十月的描绘(细节)、十一世纪的英国日历、伦敦、大英图书馆、编号Cotton MS. Tiberius B. V/1、f. 7v。
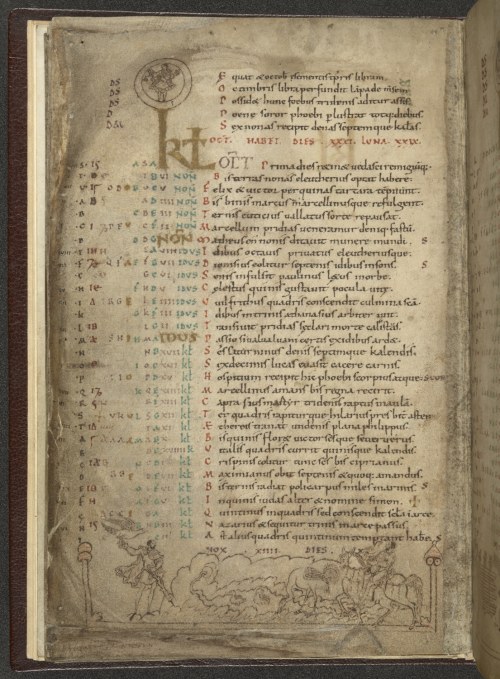
十月的描绘、十一世纪的英国日历、 伦敦、大英图书馆、编号Cotton Ms. Iulius A. VI、f. 7v。

出家人一边发展纤细画的主题一边提高书法素养和艺术修养。当时有按照圣伯尔纳铎的原则的说法写作的清晰与优雅。标志性作品中有《斯蒂芬·哈丁(Stephen Harding) 的圣经》(第戎市图书馆、编号MSS. 12-13 及14-15) 与《约伯的道德》 (第戎市图书馆、编号MSS. 168-170及173) 。

#### 第二种熙笃风格
第二种熙笃风格又叫拜占庭种、一 一二零年至一 一三五年之间开始传播。与第一种不同、第二种熙笃风格有形式都高度又理想化又纪念性。它充分体现了对所谓严肃艺术的思想、只宗教主题涵盖。因为拜占庭绘画有一定的相似之处、所以小插图可能另一个了解东方艺术的出家人所创作。虽然他是莫扎拉布人的可能、鉴于在纹样和纹饰的阿拉伯对影响、但一些学者认为他来自意大利。

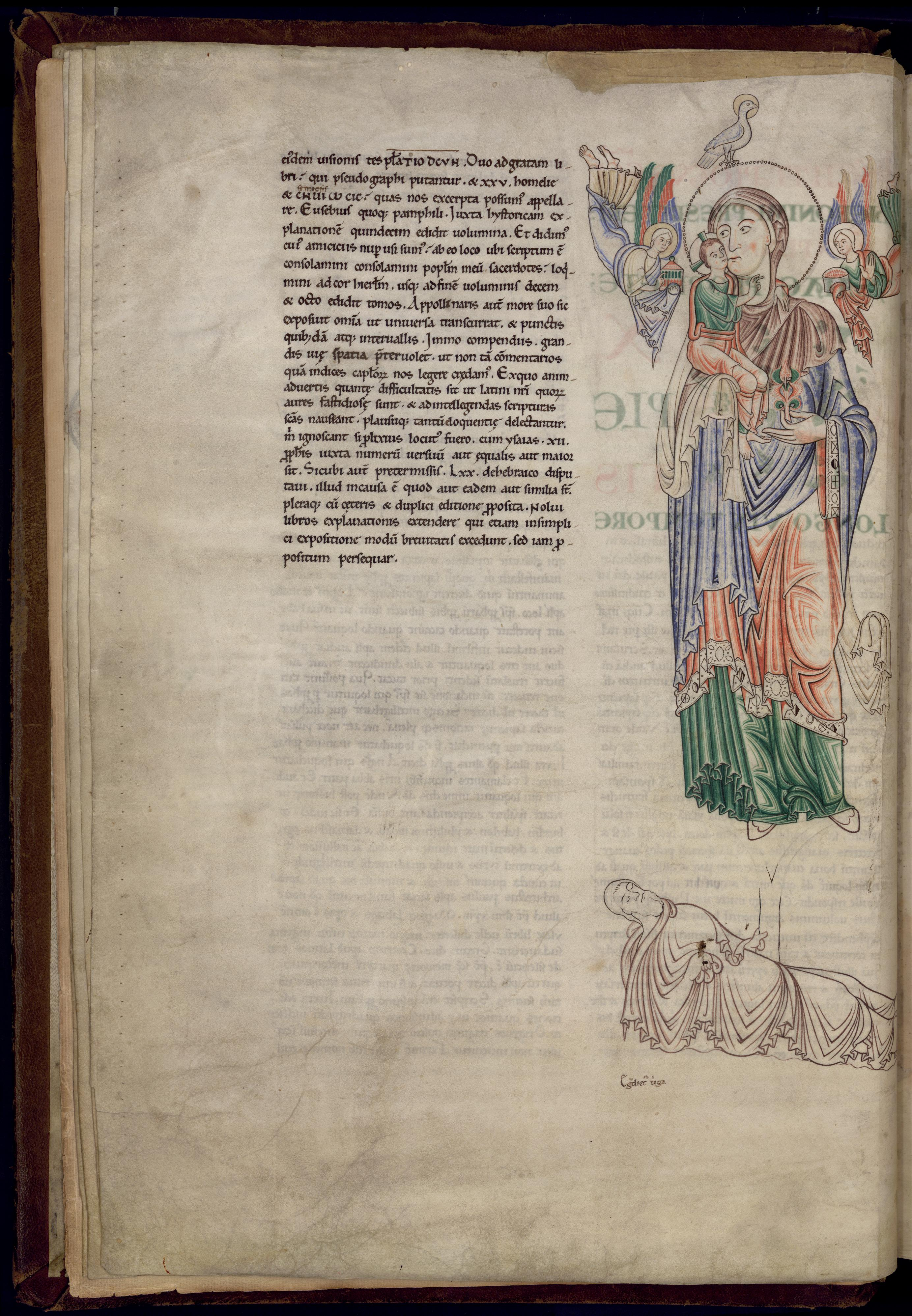
在杰西的树及麦当娜和孩子的描绘的拜占庭对影响。圣杰罗姆的Explanatio in Isaiam:《以赛亚书注释》 (1120年-1133年)、 第戎市图书馆、编号MS. 129、f. 4 V。
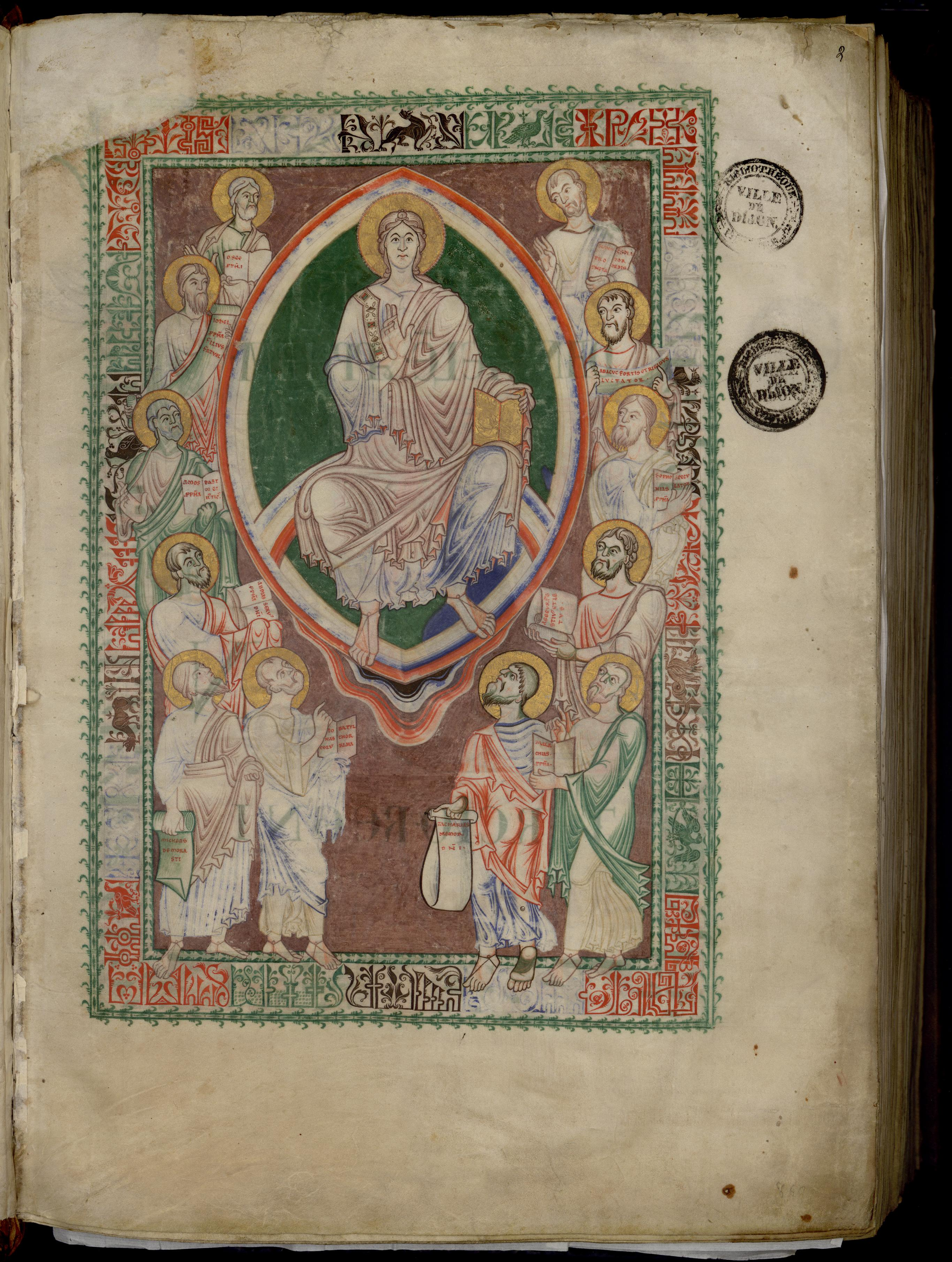
在耶稣基督及小先知的描绘的拜占庭对影响。在页周围有以鸟狮子和库法体纹装潢檐壁。圣杰罗姆的Explanationes in Danihel prophetiam, Prophetas et Ecclesiasten:《但以理书、十二小先知书与传道书注释》(二世纪之)、第戎市图书馆、编号MS.132、f. 2 R。
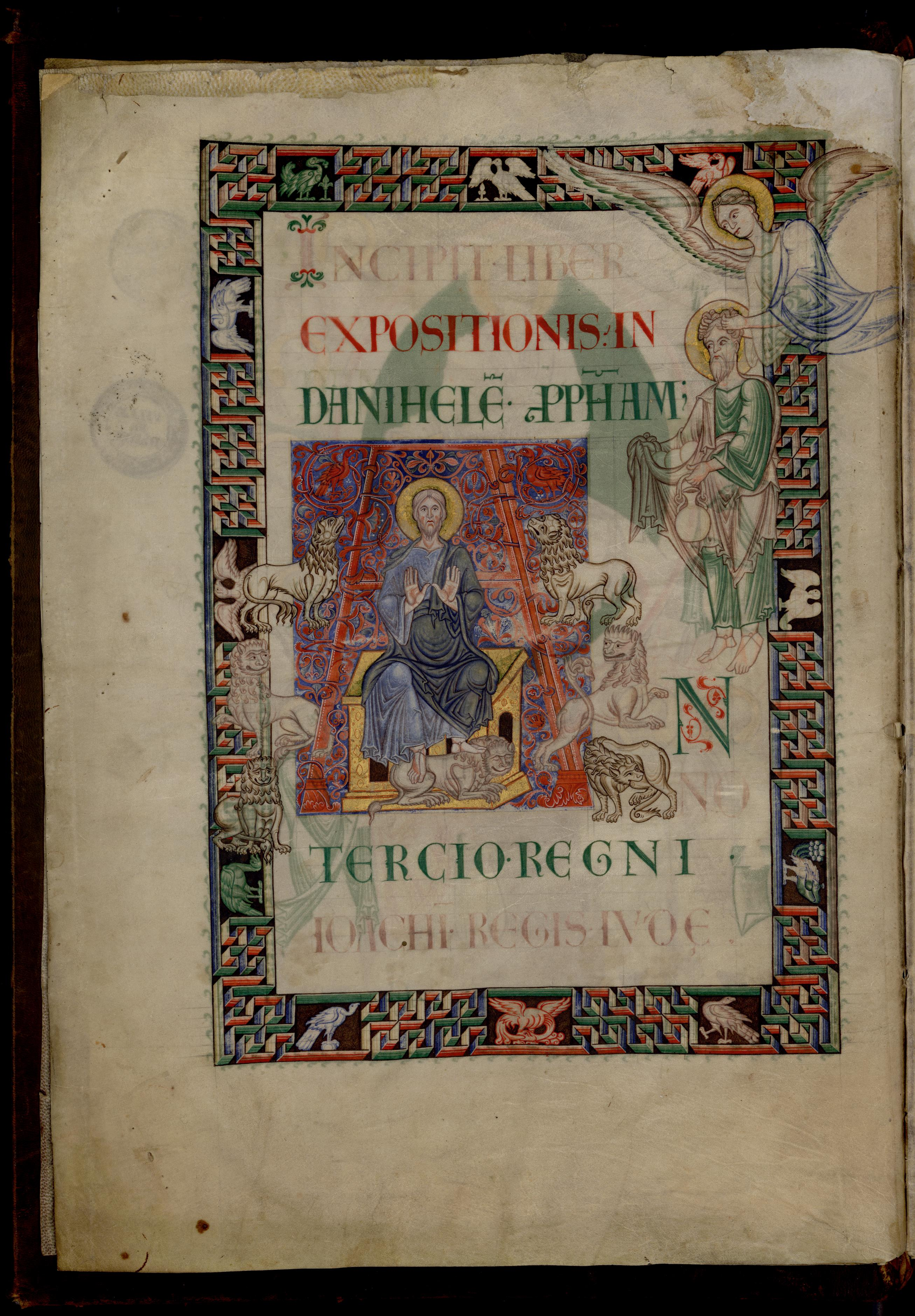
首字放大《A》、但以理在狮子坑中的描绘。圣杰罗姆的Explanationes in Danihel prophetiam, Prophetas et Ecclesiasten:《但以理书、十二小先知书与传道书注释》(二世纪之)、第戎市图书馆、编号MS.132、f. 2 V。

#### 第三种熙笃风格
第三种熙笃风格又称单色种、起源于约一 一四零年~一 一六零年间、从克莱尔沃写字间(法语: Scriptorium de Clairvaux)的艺术中发展而来。於约一 一五二年间出版的莱尔沃修道院(法语: Abbaye de Clairvaux)的第八十章规定以未上漆的单色字母的装饰。这种新风格放弃了对纤细画和小插图、专注了于以单色的阿拉伯纹样和绠带饰的装饰首字放大、结束于约一 一八零年~一 一九零年间。

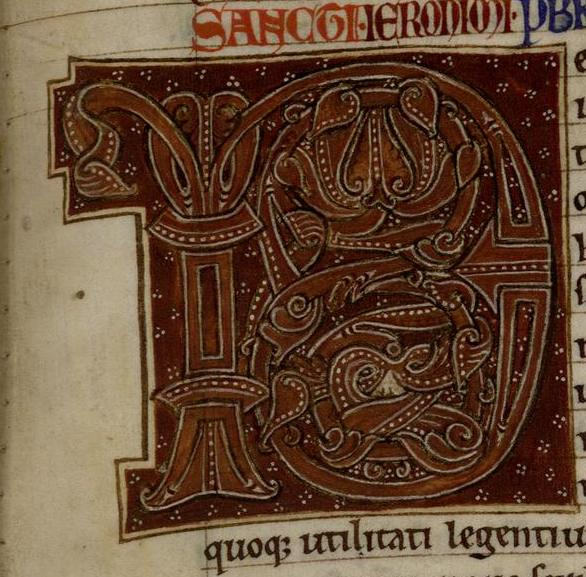
日课经、首字放大《D》、 第戎市图书馆、编号MS.114、f. 2 R。
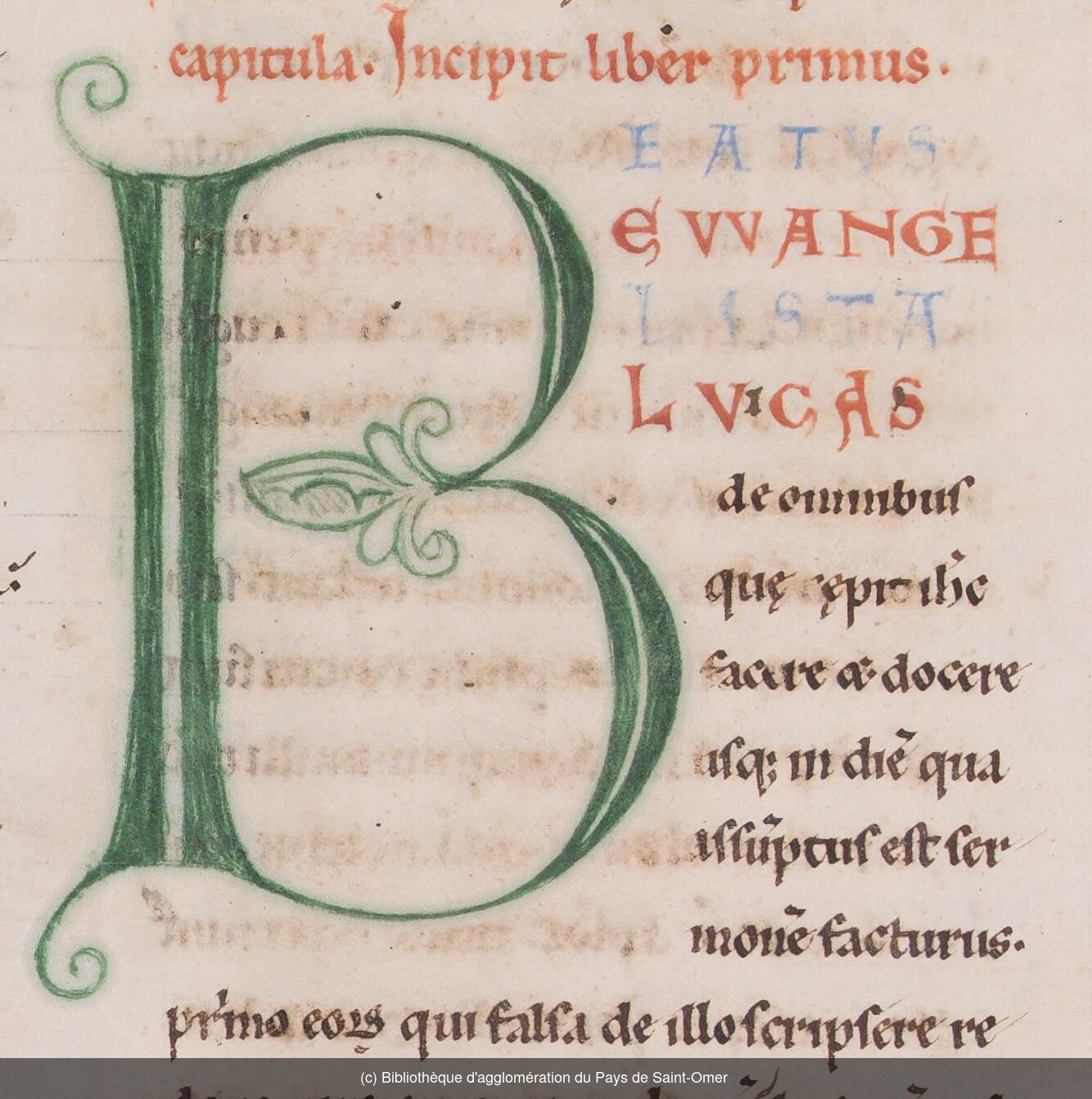
日课经、首字放大《B》、第戎市图书馆、编号MS.114、f. 2 R(细节)。